# Wren Evans
Lê Phan (sinh ngày 19 tháng 11 năm 2001), thường được biết đến với nghệ danh Wren Evans, là một nam ca sĩ kiêm sáng tác nhạc và nhà sản xuất thu âm người Việt Nam. Là một nghệ sĩ đa năng, anh có khả năng chơi nhiều nhạc cụ, beatbox, sản xuất, biểu diễn và sáng tác nhạc tiếng Anh hoặc tiếng Pháp, theo định hướng dòng nhạc Âu Mỹ. Ngoài ra, anh cũng được ghi nhận là một trong những nghệ sĩ Việt Nam nổi bật trong trào lưu sáng tác các bài hát toàn bộ bằng tiếng Anh.

## Cuộc đời và sự nghiệp

### 2001–2019: Thiếu thời và khởi đầu sự nghiệp
Theo cuộc trả lời phỏng vấn trên trang YouTube Billboard Việt Nam vào năm 2021, Wren Evans sinh ngày 19 tháng 11 năm 2001. Theo báo Thể thao và Văn hóa, Wren Evans sinh ngày 13 tháng 6 năm 2001 tại Hà Nội, từng theo học tại trường Alexandre Yersin Hà Nội. Ông ngoại anh là NSND Phan Muôn. Wren tiếp xúc với piano cổ điển từ năm 10 tuổi trong trạng thái đôi khi đầy gượng ép và chỉ nhằm đáp ứng yêu cầu từ phía gia đình. Ba dòng nhạc disco, jazz là trap những dòng nhạc anh gắn bó trong giai đoạn đầu. Wren cũng gặp khó khăn trong việc thuyết phục gia đình và từng có một thời gian gặp sự ngăn trở mong muốn theo con đường nghệ thuật. Anh dùng các băng nhạc cũ của anh trai để tập cảm nhạc và sáng tác nhạc. Anh có khả năng chơi piano nhạc cổ điển, guitar và guitar bass. Wren từng thành lập nhóm nhạc SundayBars năm 2019 (về sau đổi tên thành Jeune Homme), với thành viên là 5 học sinh cùng trường và đã biểu diễn các sáng tác của nhóm vào tháng 12 năm 2019 tại Bar Polygon, Hà Nội. Tình hình dịch COVID-19 và một số yếu tố từ gia đình tác động đến khả năng du học của Wren và anh quyết định ra mắt với vai trò ca sĩ. Việc học thông qua hình thức trực tuyến đã giúp anh có thời gian sáng tác nhạc tại nhà.
Trước khi chính thức ra mắt công chúng, Wren Evans từng phát hành nhiều ca khúc mang phong cách hip hop và rap âm hưởng Âu Mỹ trên trang cá nhân của mình. Một số ca khúc anh song ca cùng ca sĩ Mỹ Anh.

### 2020–2021: "Fever",Fashion 3và "Thích em hơi nhiều"
Wren Evans cộng tác cùng K-ICM trong video âm nhạc "Fever", phát hành ngày 28 tháng 5 năm 2020. Nói về lần cộng tác này, K-ICM cho biết giữa gia đình anh và Wren có mối quan hệ thân thiết và anh đã được giới thiệu về Wren. Sản phẩm âm nhạc này được hoàn thành trong 4 tuần và hai ca sĩ đã sống chung với nhau tại Thành phố Hồ Chí Minh trong quá trình thực hiện. Nam ca sĩ đã thực hiện 56 bản thu cho bản nhạc này. Một phiên bản đặc biệt sau đó được phát hành với giọng hát của riêng Wren, do điều kiện dịch bệnh COVID-19 ảnh hưởng đến khả năng hợp tác do cách trở địa lý của hai ca sĩ.
Dự án cá nhân đầu tiên của Wren Evans, mang tên Fashion 3, được thể hiện bằng tiếng Anh, phát hành ngày 15 tháng 7 năm 2020 với chủ đề chính là âm nhạc thời trang và kêu gọi bình đẳng chủng tộc. Decao đóng vai trò Art Director cho dự án âm nhạc này của Wren Evans. Bài hát thuộc dòng nhạc funk và hip hop. Ngoài những ý kiến tích cực, một số ý kiến cho rằng bài hát không bắt tai và việc lời bài hát bằng tiếng Anh làm người nghe không cảm nhận được bài hát. Tác giả Mai Quỳnh Nga viết trên báo Công an Nhân dân Online đánh giá hai ca khúc đầu tay [bằng tiếng Anh] của Wren Evans là một thất bại, và anh đã phải chuyển sang viết nhạc bằng tiếng Việt để quảng bá tên tuổi.
Tháng 6 năm 2021, Wren Evans kết hợp cùng nhạc sĩ Mew Amazing trong một ca khúc dòng nhạc Bossa-Pop, "Thích em hơi nhiều" (I like you a lot). Ca khúc có lời bằng tiếng Việt, theo Wren Evans là một trở ngại trong quá trình sáng tác, do anh là học sinh sử dụng tiếng Anh và tiếng Pháp trong quá trình học tập. Đây là ca khúc solo đầu tiên và là hoạt động nghệ thuật đầu tiên của anh trong năm 2021. MV âm nhạc này có sự góp mặt của Hieuthuhai, Nicky (nhóm Monstar),... Bài hát là một sản phẩm kết hợp với ứng dụng hẹn hò Tinder nhằm thể hiện thông điệp tốt đẹp về tình yêu của thế hệ mới. Sau một tuần phát hành, video ca khúc đạt top 2 trending âm nhạc YouTube Việt Nam với 2,7 triệu lượt xem. Sau 10 ngày phát hành, ca khúc đạt top 1 ở nhiều nền tảng âm nhạc trực tuyến.

### 2022: "Gặp may" và "Cơn đau"
Ngày 19 tháng 1 năm 2022, Wren Evans phát hành ca khúc "Gặp may". Khác với ca khúc trước đó, sản phẩm lần này do chính anh tự sáng tác và sản xuất. Video ca nhạc được đạo diễn bởi Kiên Ứng và cameo là rapper Low G xuất hiện gián tiếp trong video. Nội dung video âm nhạc chứa đựng nhiều hình ảnh tối giản và mang nặng tính ẩn dụ. Bản nhạc được thu âm bởi công nghệ Dolby Atmos, bởi kỹ sư âm thanh Sergei Groshev, với chủ đích tạo trải nghiệm mới cho khán giả và một không gian sống động cho bài hát.
Wren Evans được đề cử ở hạng mục Gương mặt mới xuất sắc cho giải thưởng Làn Sóng Xanh 2021. Đây là lần đầu tiên Evans được đề cử tại giải thưởng này. Tháng 7 năm 2022, Wren Evans phát hành video ca khúc "Cơn đau" (The Pain), do chính anh sáng tác và sản xuất âm nhạc. Bản nhạc là kết quả của việc pha trộn năm thể loại nhạc khác nhau: funk, pop, wave, synth và rap. Nội dung hình ảnh video ca nhạc dùng hình ảnh từ câu chuyện Tây Du Ký để thể hiện cách vượt qua nỗi đau của giới trẻ. Bốn cameo đã tham gia video âm nhạc này gồm: Chiêu Dịp, LilThu, Trần Thanh Tín và Minh Nguyễn. Cảm hứng để viết nên ca khúc đến từ việc trở lại thăm căn phòng chất chứa nhiều kỷ niệm của Wren tại Hà Nội.
Wren Evans trở thành ca sĩ độc quyền của Công ty monoX, với tư cách là ca sĩ, nhạc sĩ, KOL và fashionista. Anh là ca sĩ đầu tiên ký hợp đồng độc quyền đối với công ty monoX. Công ty đã có buổi công bố chính thức thông tin này vào ngày 20 tháng 7 năm 2022. Video ca nhạc "Gặp may" của Wren Evans chiến thắng giải bình chọn MTV Fan Choice 2022 ở hạng mục Sản phẩm âm nhạc được yêu thích nhất và được đưa đi tranh giải hạng mục Video âm nhạc hay nhất của Giải thưởng Truyền hình châu Á (Asian TV Awards (ATA)).
Ngày 28 tháng 7 năm 2022, Wren Evans là nghệ sĩ mở màn cho Live Session mùa 3 của M.A.D Production. Video âm nhạc phiên bản này được quay và thu âm trực tiếp khi nam ca sĩ trình bày ca khúc "Cơn đau" trên một chiếc xe tải. Nói về kết quả này, anh cho rằng mình bất ngờ về khả năng có thể đoạt giải; trong khi đó cũng xác nhận rằng lượng khán giả nước ngoài của mình là điều đã được dự đoán từ trước. Trả lời phỏng vấn với Vietcetera với nội dung được công bố vào tháng 8 năm 2022, nam ca sĩ cho biết anh sẽ ra mắt nhiều sản phẩm nhạc trong thời gian sắp đến và các bản nhạc dạng collab cũng được phát hành. Wren Evans công bố anh sẽ hoàn thành đĩa mở rộng (EP; extended play) của mình trong năm 2022. Nói về album cá nhân, anh cho biết đã hoàn thành 90% phần nhạc khí, trong khi phần lời chưa hoàn tất.

### 2023: Album đầu tayLoi Choivà show thực tế đầu tiên
Tháng 10 năm 2023, Wren Evans xuất hiện trong chương trình truyền hình thực tế Mùi vị những chuyến đi cùng với các nghệ sĩ Tiến Luật, Diệu Nhi, Bùi Công Nam và Cầm. Đây là chương trình truyền hình thực tế đầu tiên mà Wren Evans tham gia.
Vào ngày ngày 17 tháng 12 năm 2023, Wren Evans ra mắt album đầu tay Loi Choi, gồm 11 bài hát, bao gồm các đĩa đơn "Việt Kiều" được phát hành vào ngày 25 tháng 5, "Call Me" phát hành vào ngày 15 tháng 8 và "Từng Quen" phát hành vào ngày 25 tháng 10 năm 2023. Album này giúp anh thắng giải Album của năm, còn bản thân nhận giải Ca sĩ đột phá tại Giải thưởng Làn Sóng Xanh 2023.

## Giải thưởng và đề cử
| Năm  | Lễ trao giải                        | Hạng mục                                                         | Đề cử             | Kết quả   | Chú thích |
| ---- | ----------------------------------- | ---------------------------------------------------------------- | ----------------- | --------- | --------- |
| 2021 | Giải thưởng Làn Sóng Xanh 2021      | Gương mặt mới xuất sắc                                           | Wren Evans        | Đề cử     | [ 33 ]    |
| 2022 | MTV Fan Choice 2022                 | Sản phẩm âm nhạc được yêu thích nhất                             | "Gặp may"         | Đoạt giải | [ 34 ]    |
| 2022 | Giải thưởng Truyền hình Châu Á 2022 | Video âm nhạc hay nhất                                           | "Gặp may"         | Đề cử     | [ 35 ]    |
| 2023 | Giải thưởng Cống hiến 2023          | Nghệ sĩ mới của năm                                              | Wren Evans        | Đề cử     | [ 36 ]    |
| 2023 | WeChoice Awards 2023                | Ca sĩ/ Rapper có hoạt động đột phá                               | Wren Evans        | Đề cử     | [ 37 ]    |
| 2023 | WeChoice Awards 2023                | E.P/ Album của năm                                               | Loi choi          | Đề cử     | [ 37 ]    |
| 2023 | WeChoice Awards 2023                | Ca khúc của năm                                                  | "Từng quen"       | Đề cử     | [ 37 ]    |
| 2023 | Giải thưởng Làn Sóng Xanh 2023      | Hòa âm phối khí                                                  | Wren Evans, itsnk | Đề cử     | [ 32 ]    |
| 2023 | Giải thưởng Làn Sóng Xanh 2023      | Nhà sản xuất âm nhạc của năm                                     | Wren Evans, itsnk | Đề cử     | [ 32 ]    |
| 2023 | Giải thưởng Làn Sóng Xanh 2023      | Album của năm                                                    | Loi choi          | Đoạt giải | [ 32 ]    |
| 2023 | Giải thưởng Làn Sóng Xanh 2023      | Ca sĩ đột phá                                                    | Wren Evans        | Đoạt giải | [ 32 ]    |
| 2023 | Male Icon Awards 2023               | Emerging Talent of the Year 2023 (Nhân tài mới nổi của năm 2023) | Wren Evans        | Đoạt giải | [ 38 ]    |
| 2024 | Giải thưởng Cống hiến 2024          | Nam ca sĩ của năm                                                | Wren Evans        | Đề cử     | [ 39 ]    |
| 2024 | Giải thưởng Cống hiến 2024          | Bài hát của năm                                                  | "Từng quen"       | Đề cử     | [ 39 ]    |
| 2024 | Giải thưởng Cống hiến 2024          | Album của năm                                                    | Loi choi          | Đề cử     | [ 39 ]    |

## Đời tư
Wren Evans du học ở ngoại quốc nhiều năm, do đó thông thạo các ngoại ngữ này và thừa nhận khả năng sử dụng tiếng Việt không tốt bằng các ngoại ngữ này. Anh từng được định hướng du học ngành dược sĩ tại Pháp nhưng quyết định rời bỏ lựa chọn này để theo lĩnh vực âm nhạc.
Wren Evans từng có bạn gái là ca sĩ Mỹ Anh (bạn học chung thời cấp 1) và đã từng tham gia một tiết mục thi đấu trong chương trình Thần tượng đối thần tượng cùng bạn gái. Mỹ Anh đã công khai bạn trai mới vào tháng 3 năm 2022 và tính đến thời điểm này, cô tuyên bố đã chia tay Wren Evans từ lâu. Tháng 4 năm 2025, Wren Evans lên tiếng xác nhận chia tay bạn gái là fashionista Lim Feng.
Anh có hai người quản lý lần lượt là Kendall Nguyễn và Amy Trần.

## Danh sách đĩa nhạc

### Album phòng thu
| Tên                        | Thông tin album                                                                                 | Danh sách bài hát |
| -------------------------- | ----------------------------------------------------------------------------------------------- | --- |
| Loi choi: The Neo Pop Punk | - Phát hành: Ngày 17 tháng 12 năm 2023 - Hãng: monoX - Định dạng: CD, Tải nhạc, phát trực tuyến | Danh sách 1. Phóng đổ tim em 2. Call Me 3. Cầu Vĩnh Tuy 4. Từng quen 5. Bé ơi từ từ 6. Lối chơi (Interlude) 7. Tình yêu vĩ mô 8. Việt kiều 9. ĐĐĐ 10. Quyền Anh 11. Tò te tí |

### Đĩa mở rộng
| Tên                          | Thông tin album                                                                             | Danh sách bài hát |
| ---------------------------- | ------------------------------------------------------------------------------------------- | --- |
| Baby With You                | - Phát hành: Ngày 13 tháng 10 năm 2022 - Hãng: monoX - Định dạng: Tải nhạc, phát trực tuyến | Danh sách 1. Baby With You (feat. EVY) 2. Thói Quen (feat. EVY)                                                                                |
| Chiều hôm ấy anh thấy màu đỏ | - Phát hành: Ngày 8 tháng 12 năm 2022 - Hãng: monoX - Định dạng: Tải nhạc, phát trực tuyến  | Danh sách 1. Chiều Hôm Ấy (Intro) 2. Cơn Đau 3. Anh Thấy (Interlude) 4. Gặp May 5. Thích Em Hơi Nhiều 6. Trao 7. Màu Đỏ (Interlude) 8. Mấy Khi |

### Đĩa đơn
- "Fashion 2" (2019)
- "August" (2019)
- "Fashion 3" (feat. De.cao) (2020)
- "Fever" (K-ICM feat. Wren Evans) (2020)
- "Fashion Nova" (2020)
- "I Just Wanna Know" (2021)
- "Thích em hơi nhiều" (feat. Mew Amazing) (2021)
- "Fashion Tán Gái" (feat. Low G) (2021)
- "Gặp may" (2022)
- "Cơn đau" (2022)
- "Vùng Trời Bình Yên" (2022)
- "Thói Quen" (2023) (feat. Evy)
- "Việt Kiều " (2023) (feat. Itsnk, starring, oanhdaqueen)
- "Call Me" (2023)
- "Từng quen" (2023)
- "Dám rực rỡ" (GREY D x HIEUTHUHAI x Obito) (2023) (Dám Đam Mê, Dám Rực Rỡ)
- "Để ý" (2024)
- "Cứu Lấy Âm Nhạc" (2025)